# Кирило (Сиротинський)
Кири́ло Сироти́нський (пол. Cyryl Syrotyński (Sierociński); 1769 — 1831) — єпископ греко-католицької церкви; з 23 серпня 1827 року по 1828 рік — адміністратор Луцької єпархії.

## Життєпис
Навчався у Віленській єзуїтській колегії впродовж 1791–1796 років. 26 листопада 1823 російський імператор Олександр І призначив його помічником єпископа Луцького й Острозького з титулом єпископа Пінського й Турівського. 10 лютого 1825 цей вибір підтверджено, а 27 вересня 1825 у Почаївському василіянському монастирі він був висвячений на єпископа київським унійним митрополитом Йосафатом Булгаком у співслужінні єпископів Якова Мартушевича та Лева Яворовського. З 23 серпня 1827 і до 1828 виконував обов'язки адміністратора Луцької єпархії (замість померлого єпископа Луцького й Острозького Івана Красовського).
В 1828 Луцьку єпархію було скасовано, а владику Сиротинського переведено до Духовної колегії в Санкт-Петербурзі, з наданням титулу єпископа-помічника Литовської єпархії (греко-католицької) (з центром у Жировичах).